# Филиппи, Рудольф Амандус
Рудо́льф Ама́ндус (Родо́льфо Ама́ндо) Фили́ппи (нем. Rudolph Amandus Philippi; 14 сентября 1808, Шарлоттенбург, Германия — 23 июля 1904, Сантьяго, Чили) — немецкий палеонтолог, ботаник, зоолог и натуралист.

## Биография
Рудольф Филиппи родился в городе Шарлоттенбург (сейчас это район Шарлоттенбург в западной части Берлина). Детство провёл в Швейцарии, куда семья переехала в 1818 году. Рудольф и его младший брат Бернард (1811—1852) учились в знаменитой школе-интернате Иоганна Песталоцци в Ивердоне. С 1826 по 1830 год учился в Берлинском университете, где получил образование хирурга.
С 1835 года — профессор в Политехническом училище в Касселе (земля Гессен). В 1848 году, во время немецкой революции, был избран на должность директора Политехнического училища.
После того, как в конце декабря 1850 года баварские и австрийские войска вторглись в Гессен, была восстановлена абсолютная монархия и начались репрессии против лиц, которые поддержали республиканский режим, Филиппи отказался от всех постов и покинул Кассель. Около полугода он жил с семьёй в селе Грюненплан (герцогство Брауншвейг, сейчас — земля Нижняя Саксония).
В 1851 году переехал в Чили по приглашению своего брата Бернарда, который по поручению чилийского правительства занимался организацией иммиграции из Германии в эту страну; возглавил кафедру ботаники и зоологии в Чилийском университете в Сантьяго, а также музей естественной истории при университете.
Много лет посвятил изучению климата и растительности Чили на территории от Атакамы до острова Чилоэ. Внёс большой вклад в развитие преподавания естественных наук в Чили. В 1882 году основал ботанический сад в Сантьяго, собрал богатую коллекцию флоры Чили.
Именем Филиппи назван музей в Вальдивии.

## Семья
Жена (с 1836 года) — Каролина Каумвиде, его двоюродная сестра со стороны матери.
Сын — Федерико Филиппи (1838—1910), ботаник, преемник своего отца на кафедре естественной истории Чилийского университета и Национального института, директор Ботанического сада и Национального музея естественной истории Чили.
Среди потомков Рудольфа Филиппи — его внук Хулио Филиппи Биль, министр финансов Чили в 1920-х и 1930-х годах, и правнук Хулио Филиппи Искьердо (1912—1997), министр иностранных дел Чили в 1960-х годах.

## Основные труды
- «Путешествие через пустыню Атакама» (1860)
- «Курс фармакологии» (1869)
- «Элементы естественной истории» (1885)
- «Окаменелости Чили» (1887)